# 国際通貨記号
国際通貨記号（こくさいつうかきごう、¤）は、どこの通貨記号でもない抽象的な通貨記号を表す文字である。固有の通貨記号を持たない通貨や、文字コードの問題などにより正しい通貨記号を使用できないときに使い、不特定通貨記号とも呼ばれる。
1964年に国際電信電話諮問委員会 (CCITT) で考案され、ISO 646の制定時に各国で任意の通貨記号を設定できることを示すため使用された。形状は円と、その円周上から45度、135度、225度、315度の4本の短い線を放射状に引き、組み合わせる。由来はスカラベの形が起源という説と、硬貨を図案化したものであるという説がある。

## 符号位置
| 記号 | Unicode | JIS X 0213 | 文字参照               | 名称           |
| ---- | ------- | ---------- | ---------------------- | -------------- |
| ¤    | U+00A4  | 1-9-4      | &curren; &#xA4; &#164; | 不特定通貨記号 |